# Simon Peyton Jones
Simon Peyton Jones (18 gennaio 1958) è un informatico britannico.
Il suo campo di ricerca riguarda l'implementazione e le applicazioni dei linguaggi di programmazione funzionale, in particolare la programmazione funzionale pigra.

## Formazione scolastica
Peyton Jones si è laureato al Trinity College di Cambridge nel 1980 e ha completato il Cambridge Diploma in informatica.
Peyton Jones ha lavorato nell'industria per due anni prima di servire come docente presso l'University College di Londra e, dal 1990 al 1998, come professore all'Università di Glasgow. Dal 1998 ha lavorato come ricercatore presso Microsoft Research a Cambridge, in Inghilterra.
È uno dei principali contributori alla progettazione del linguaggio di programmazione Haskell, e uno sviluppatore principale del Glasgow Haskell Compiler (GHC). È anche co-creatore del linguaggio di programmazione C--, progettato per la rappresentazione di programmi intermedi tra il front-end specifico del linguaggio di un compilatore e un generatore e ottimizzatore di codice back-end generico. C-- è utilizzato in GHC.
È stato anche un importante collaboratore del libro del 1999 Cybernauts Awake, il quale esplora le implicazioni etiche e spirituali di Internet.
Peyton Jones presiede il gruppo Computing At School (CAS), un'organizzazione che mira a promuovere l'insegnamento dell'informatica a scuola. A seguito di questi sforzi, nel 2019 è stato nominato presidente del National Centre for Computing Education, appena fondato, nel Regno Unito.

## Premi e riconoscimenti
Nel 2004 è stato nominato Fellow dell'Association for Computing Machinery per i contributi ai linguaggi di programmazione funzionale. Nel 2011 è stato membro dell'Academia Europæa.
Nel 2011, lui e Simon Marlow hanno ricevuto il SIGPLAN Programming Languages Software Award per il loro lavoro su GHC.
Ha ricevuto una laurea honoris causa dall'Università di Glasgow nel 2013 e una laurea honoris causa dall'Università del Kent nel 2017.
È stato eletto Fellow della Royal Society (FRS) nel 2016 e Distinguished Fellow della British Computer Society (DFBCS) nel 2017.